# 反斗奇兵大本營
Toy Story主題園區（英語：Toy Story Land）是巴黎迪士尼的華特迪士尼影城、香港迪士尼樂園、上海迪士尼樂園、美國奧蘭多的迪士尼好萊塢夢工廠內的一個主題園區，根據迪士尼與彼思合作的賣座電影系列《玩具總動員》而設計，園區以反斗奇兵中的主角安迪家中的後花園為背景，內裏包含了安迪的各樣玩具。園區在香港迪士尼樂園命名為「[反斗奇兵大本營] 错误：{{Lang}}：無法辨識代碼 hk（帮助）」、上海迪士尼樂園則使用「[玩具总动园] 错误：{{Lang}}：無法辨識代碼 cn（帮助）」作命名。

## 華特迪士尼影城
位於華特迪士尼影城的反斗奇兵大本營主題區是迪士尼全球首個以反斗奇兵為主題的園區
，開展計劃早於2009年已經曝光，其後迪士尼方面亦承認，主題區最終於2010年8月17日開幕，當時正值反斗奇兵3於世界各地上映。主題區的投資額共6千萬歐元，對於虧損嚴重的歐洲迪士尼來說，這項消息令到不少人感到驚訝。不過玩具總動員園區的建立，的確在2010年讓巴黎迪士尼的遊客數量增加了幾乎一倍、並且維持到現在。

### 遊樂設施
- 沖天遙控車（RC Racer）
- 轉轉彈弓狗（Slinky Dog Zig Zag Spin）
- 玩具兵團跳降傘（Toy Soldier Parachute Drop）

### 購物
- 反斗奇兵大本營商店（Barrel of Monkeys）

## 香港迪士尼樂園

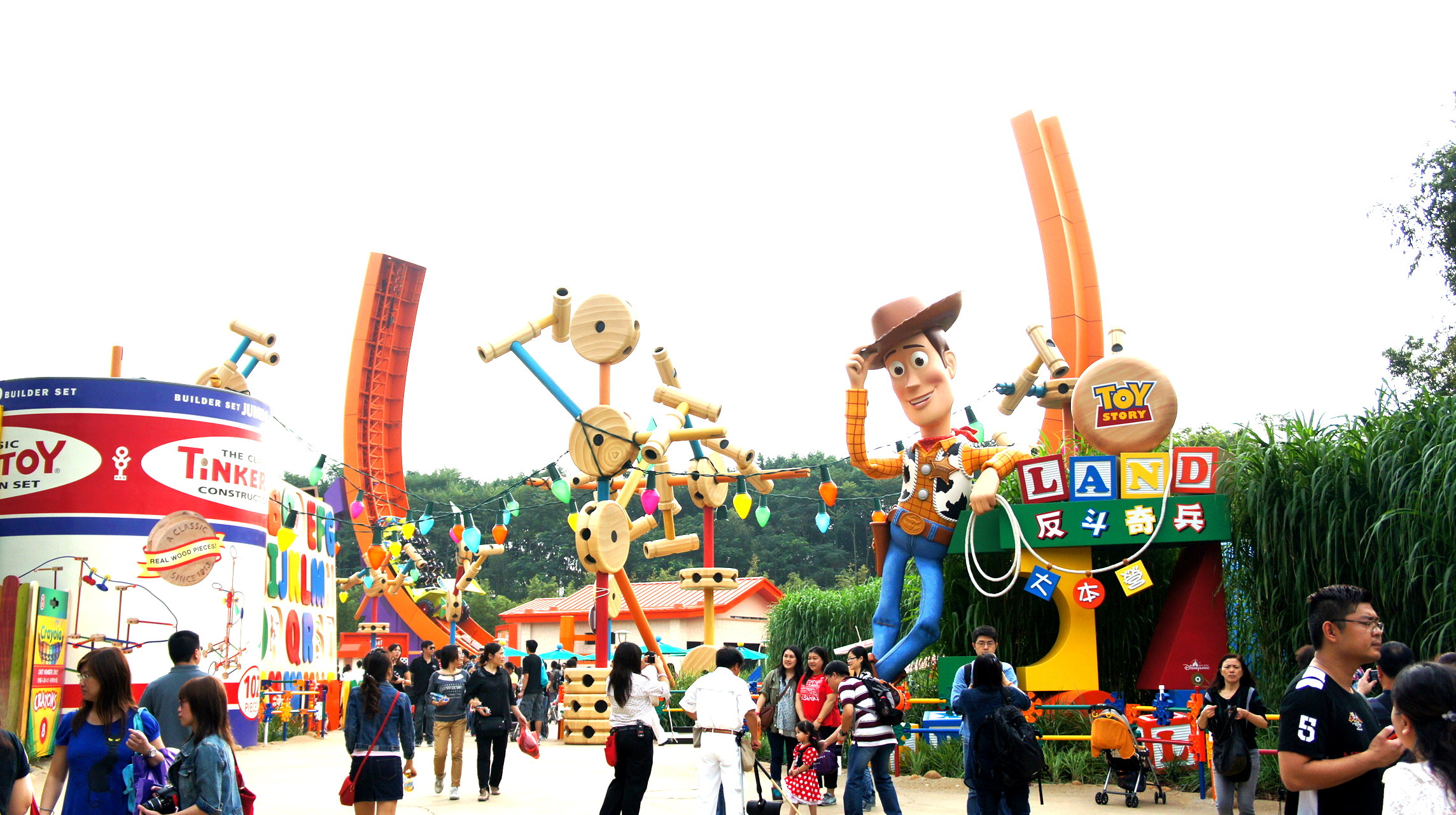
反斗奇兵大本營正門入口

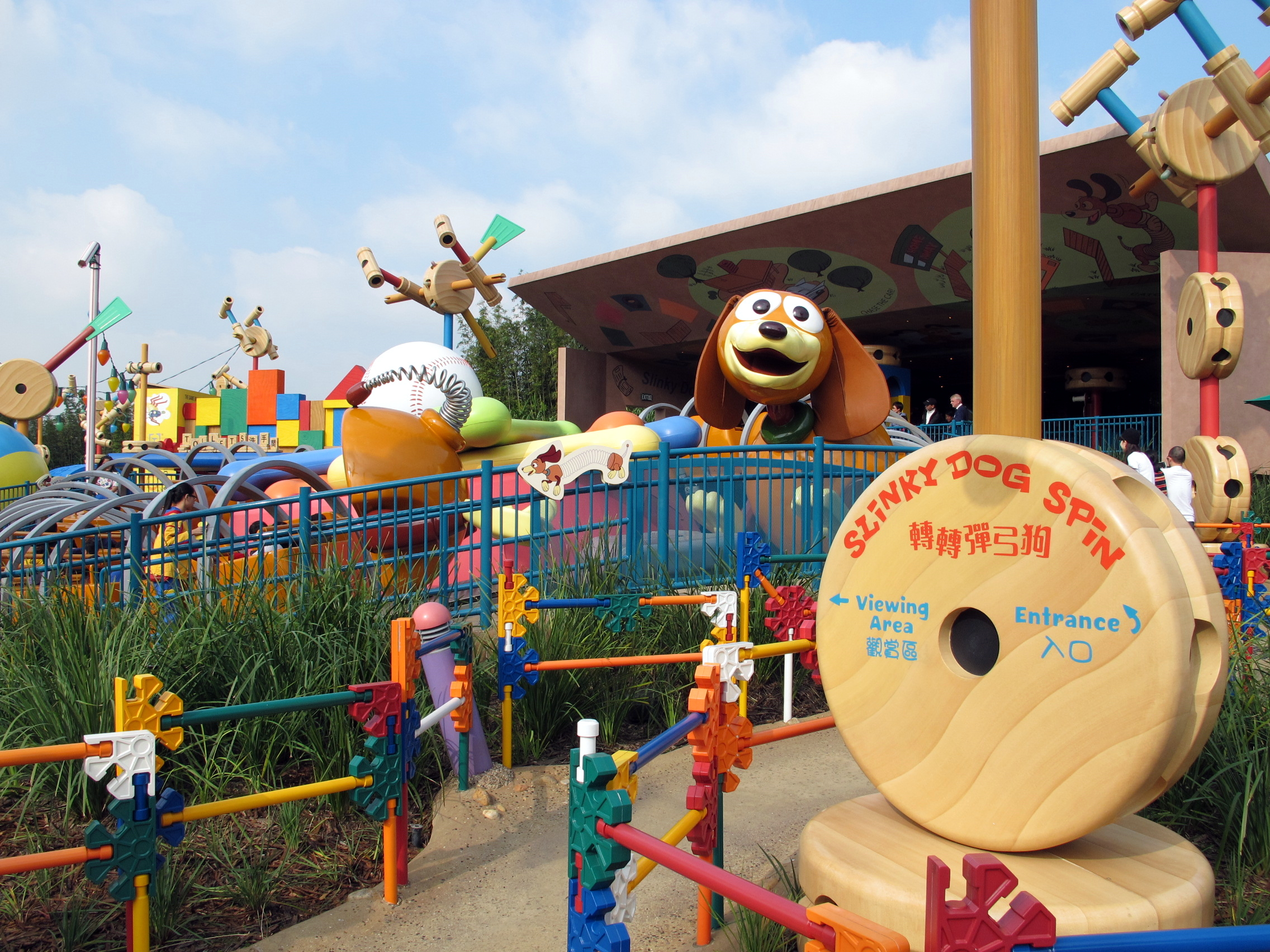
轉轉彈弓狗

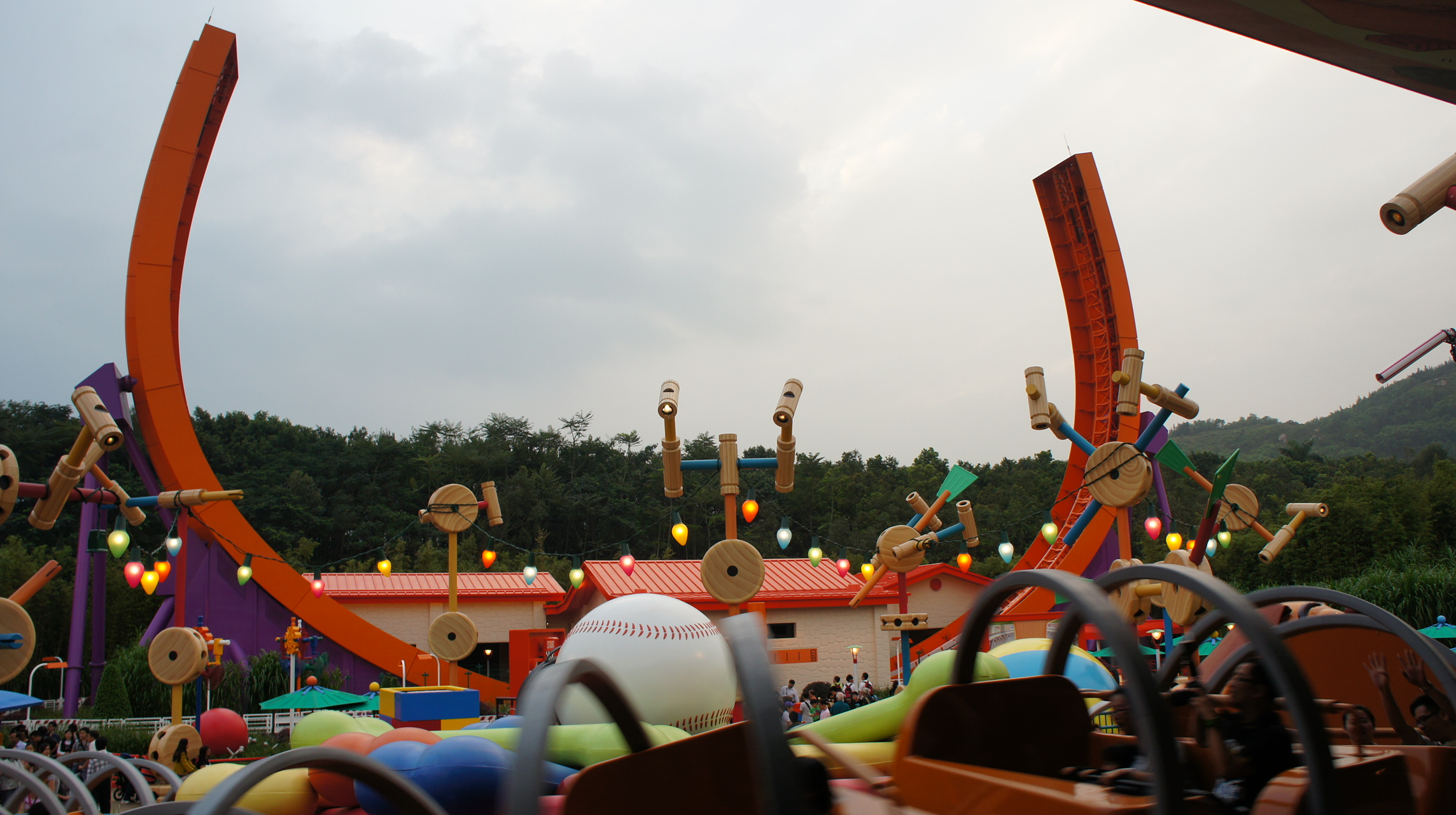
沖天遙控車

原稱「反斗奇兵歷奇地帶」，位於香港迪士尼樂園的反斗奇兵大本營主題區是全球第二個反斗奇兵園區，並且由啟用日起計的五年內為亞洲區獨有。反斗奇兵大本營是香港迪士尼於2009年通過的5億美元擴建計劃的一部分，園區面積約佔一公頃，是整個擴建計劃中第一個完成的園區，於2011年11月18日正式開幕。

### 遊樂設施
- 沖天遙控車（RC Racer）
- 轉轉彈弓狗（Slinky Dog Spin）
- 玩具兵團跳降傘（Toy Soldier Parachute Drop）

### 現場表演
- 轉轉玩具骰（Cubot in Toy Story Land）
- 玩具兵團訓練營（Toy Soldier Boot Camp）
- 於歡樂桶與胡迪、寶貝、巴斯光年或翠絲見面（Meet Woody, Bo Peep, Buzz Lightyear or Jessie at Barrel of Fun）

### 餐飲
- 翠絲小食車（Jessie's Snack Roundup）

### 購物
- 安仔玩具箱（Andy's Toy Box）- 2013年2月6日啟用

## 上海迪士尼樂園
已於2018年4月25日開張這是上海迪士尼開園兩年不到就擴建的第一個園區。這個園區位於明日世界的上方，夢幻世界的左側。

### 遊樂設施
- 轉轉彈簧狗（Slinky Dog Spin）
- 抱抱龍沖天賽車（Rex's Racer）
- 胡迪的牛仔嘉年華（Woody's Roundup）

### 餐飲
- 玩具總動員盒子
  - 土豆先生和土豆太太的盒子
  - 巴斯光年的盒子
  - 粉紅抱抱熊的盒子

## 迪士尼好萊塢夢工廠
2018年6月30日開幕，與其它樂園最大的區別是擁有『彈簧狗過山車』，其他玩具總動員園區的彈簧狗只是一個簡單的旋轉遊樂設施而已。

### 遊樂設施
- 玩具總動員瘋狂遊戲屋（Toy Story Midway Mania!）
- Slinky Dog Dash
- Alien Swirling Saucers
- Green Army Men Drum Corps
- Green Army Men Boot Camp
- Character meet & greets

### 餐飲
- Woody's Lunch Box
- Woody's Roundup Rodeo BBQ

## 参看
- 灰熊山谷
- 迷離莊園
- 香港迪士尼樂園

## 外部連結
官方網站
- 反斗奇兵大本營（香港）（页面存档备份，存于）（繁體中文）（简体中文）（英文）